# Cornelia Canady
Maria Cornelia Canady (* 1942 in Berlin) ist eine deutsche Autorin.
Cornelia Canady war eigenen Angaben zufolge von 1968 bis 1978 als Regieassistentin für diverse Fernsehstationen / Spielfilme tätig. Von 1979 bis 1989 arbeitete sie als Filmeditorin und Filmarchivarin des Humanethologischen Archives von Irenäus Eibl-Eibesfeldt am Max-Planck-Institut für Verhaltensphysiologie. In den frühen 1990er-Jahren dokumentierte Canady das Leben der zentralafrikanischen Pygmäen, schrieb Artikel für diverse Illustrierte und veröffentlichte einen Film über die steinzeitlich lebenden Aka-Pygmäen. Canady hielt sich etwa 15 Jahre lang in Afrika auf, u. a. als Leiterin der Doli Lodge in Bayanga in Zusammenarbeit mit dem WWF Bangui. Sie engagierte sich seitdem für die Pygmäen der Zentralafrikanischen Republik. Vor dem Hintergrund ihrer Erfahrungen in Afrika schrieb sie mehrere Bücher.
Ab 2001 war sie Fremdsprachensekretärin des Instituts für Bioinformatik (IBI) der GSF – Forschungszentrum für Umwelt und Gesundheit.  Seit 2007 lebt sie in Teneriffa.

## Werke
- Tränen am Oubangui. 2000 (Roman)
- Afrika meine Liebe. 2002 (Lesebuch)
- Die Gottestänzerin. Mein Leben bei den Pygmäen.2002 (Sachbuch)
- Ruf des Abendwindes: Der dunkle Zauber Afrikas. 2005 (Roman)
- Aka Pygmäen: die letzten ihrer Art. 2000 (Wissen auf Video)
- M'Batánga: Reise zum Glück. 2015 (Roman, E Pub)